# Namakwa exornata
Namakwa exornata är en lavart som först beskrevs av Alexander Zahlbruckner, och fick sitt nu gällande namn av Hale. Namakwa exornata ingår i släktet Namakwa och familjen Parmeliaceae.   Inga underarter finns listade i Catalogue of Life.